# Трансдијерна
Трансдијерна је археолошки локалитет у Текији, идентификовано као римско утврђење Transdierna на десној обали Дунава, насупрот римском кастелу Dierna у данашњој Оршави у Румунији.
У Текији су откривени остаци два римска утврђења. На десној обали Текијског потока, североисточно од његовог ушћа у Дунав, истражен је кастел ромбоидне основе, настао у време Прве тетрархије (284—305). Димензије кастела су 25x35m, са ромбоидним, истуреним кулама различите величине на угловима. Изгорео је у хунској најезди 441. године, а обновио га је у 6. веку цар Јустијан I.
Друго утврђење, већих димензија, констатовано је на левој обали Текијског потока, потиче из раноцарског периода (1—2. век). Због недостатка времена за истраживање и раста нивоа воде акумулационог језера нису утврђени нацрт ни димензије објекта. Из раноцарског хоризонта живота кастела потиче већи број археолошких предмета, тзв. Текијска остава: луксузних керамичких и стаклених посуда, римског новца, накита и статуета. Transdierna је имала и пристаниште, чији су трагови откривени на обали Дунава, са десне стране ушћа Текијског потока.
Утврђење је потопљено ђердапском акумулацијом.